# Vicente Sotto III
Vicente "Tito" C. Sotto III (Manilla, 24 augustus 1948) is een Filipijns acteur en politicus. Sotto werd in 2010 gekozen in de Senaat van de Filipijnen. In 2016 werd hij herkozen. Eerder was Sotto al van 1992 tot 2004 lid van de Senaat. Hij is de derde Sotto in de Senaat van de Filipijnen. Zijn oudoom Filemon Sotto was senator van 1916 tot 1922 en zijn grootvader Vicente Sotto was senator van 1946 tot zijn dood in 1950.

## Biografie
Vicente Sotto III werd geboren op 24 augustus 1948 in de Filipijnse hoofdstad Manilla. Zijn ouders waren Marcelino O. Sotto en Herminia Castelo. Sotto volgde zijn lagere- en middelbareschoolopleiding aan het Colegio de San Juan de Letran en behaalde aansluitend aan dezelfde onderwijsinstelling ook een bachelor-diploma Engels.
Van 1967 tot 1981 was Sotto vicepresident van platenmaatschappij Vicor Music Corporation. Later was hij president en algemeen manager van Tasha Recording Studio.
Sotto's politieke loopbaan begon toen hij in 1988 werd gekozen tot viceburgemeester van Quezon City, de grootste stad van de Filipijnen. Tijdens zijn termijn werd hij bekend om zijn strijd tegen drugs. Ook was Sotto oprichter en de eerste president van de Vice-Mayors' League of the Philippines. Bij de verkiezingen van 1992 werd hij voor de eerste maal gekozen als senator. In 1998 werd hij herkozen. Ook in verkiezingen van 2007 deed hij mee aan de Senaatsverkiezingen, maar ditmaal verloor hij. Drie jaar later eindigde Sotto bij de verkiezingen van 2010 op de negende plek. Daarmee won hij een nieuwe zesjarige termijn in de Senaat. Bij de verkiezingen van 2016 werd Sotto herkozen voor een nieuwe termijn van zes jaar. Hij eindigde dat jaar op de derde plaats.
Voor zijn politieke carrière was Sotto een acteur en televisiepersoonlijkheid. Sotto III is getrouwd met voormalig schoonheidskoningin Helen Gamboa. Samen hebben ze drie dochter en een zoon.
- International Standard Name Identifier: 0000 0000 6405 1246
- Library of Congress Control Number: nb97056424
- Virtual International Authority File: 70880132
- WorldCat: E39PBJB4bQb3V9xTWRT8PMqbBP